# Captain Beyond
Captain Beyond byla americká rocková skupina, která vznikla v Los Angeles v Kalifornii v roce 1971. Založili ji kytarista Larry „Rhino“ Reinhardt a baskytarista Lee Dorman poté, co se rozpadla jejich předchozí skupina Iron Butterfly. Původní sestavu doplnili ještě zpěvák Rod Evans (dříve člen Deep Purple), bubeník Bobby Caldwell (dříve člen doprovodné skupiny kytaristy Johnnyho Wintera) a hráč na klávesové nástroje Lewie Gold. Gold ze skupiny odešel ještě před vydáním debutového alba Captain Beyond a po jeho vydání odešel i Caldwell. Následně se ve skupině vystřídalo několik dalších hudebníků a vyšlo také druhé album Sufficiently Breathless. Brzy poté se skupina rozpadla, ale koncem roku 1973 byla pět obnovena a to v sestavě Evans, Reinhardt, Caldwell a Dorman. Skupina se opět rozpadla v prosinci 1973.
Roku 1976 byla skupina opět obnovena, tentokrát v sestavě Reinhardt, Caldwell a Dorman doplněni o nového zpěváka jménem Jason Cahoon. Sestava se později několikrát proměnila a skupina v roce 1977 vydala své poslední album Dawn Explosion. Skupina se rozpadla v roce 1978. K dalšímu obnovení skupiny Captain Beyond došlo roku 1998; v sestavě figurovali Reinhardt, Caldwell, baskytarista Jeff Artabasy, klávesista Dan Frye a zpěvák Jimi Interval. Roku 2000 skupině vyšlo nové album, pouze čtyřpísňové EP s názvem Night Train Calling. Skupina jej nevydala u žádného vydavatelství a distribuovala jej přes své oficiální internetové stránky. Skupina se definitivně rozpadla v roce 2003.

## Diskografie
studiová alba
- Captain Beyond (1972)
- Sufficiently Breathless (1973)
- Dawn Explosion (1977)
- Night Train Calling (2000) − EP

koncertní alba
- Far Beyond a Distant Sun - Live Arlington, Texas (2002)